# Sōji-ji (Ibaraki)
Le Sōji-ji (総持寺) est un temple bouddhiste de la ville d'Ibaraki, dans la préfecture d'Osaka au Japon. Le temple est associé à la secte Shingon. La statue principale du temple est une statue de Senju Kannon aux mille bras. Le Sōji-ji est le 22e temple du Pèlerinage de Kansai Kannon (西国三十三箇所, Saigoku sanjūsankasho ). 

## Vue d'ensemble
Il n’existe aucune information historiquement fiable sur la fondation du Sōji-ji. Selon la tradition du temple, le Sōji-ji a été fondé en 879 par Fujiwara no Yamakage. Yamakage, bébé, a été sauvé par une tortue et a donné une statue de Kannon en guise de remerciement. La légende se trouve également dans la collection Konjaku Monogatarishū. Le temple a prospéré pendant la période Heian, lorsqu'une petite-fille de Yamakage est devenue l'épouse de l'empereur Ichijō. Plus tard, le Sōji-ji a également reçu des dons des empereurs Shirakawa et Toba. Le temple a été incendié par les troupes d'Oda Nobunaga en 1572, puis reconstruit en partie. 

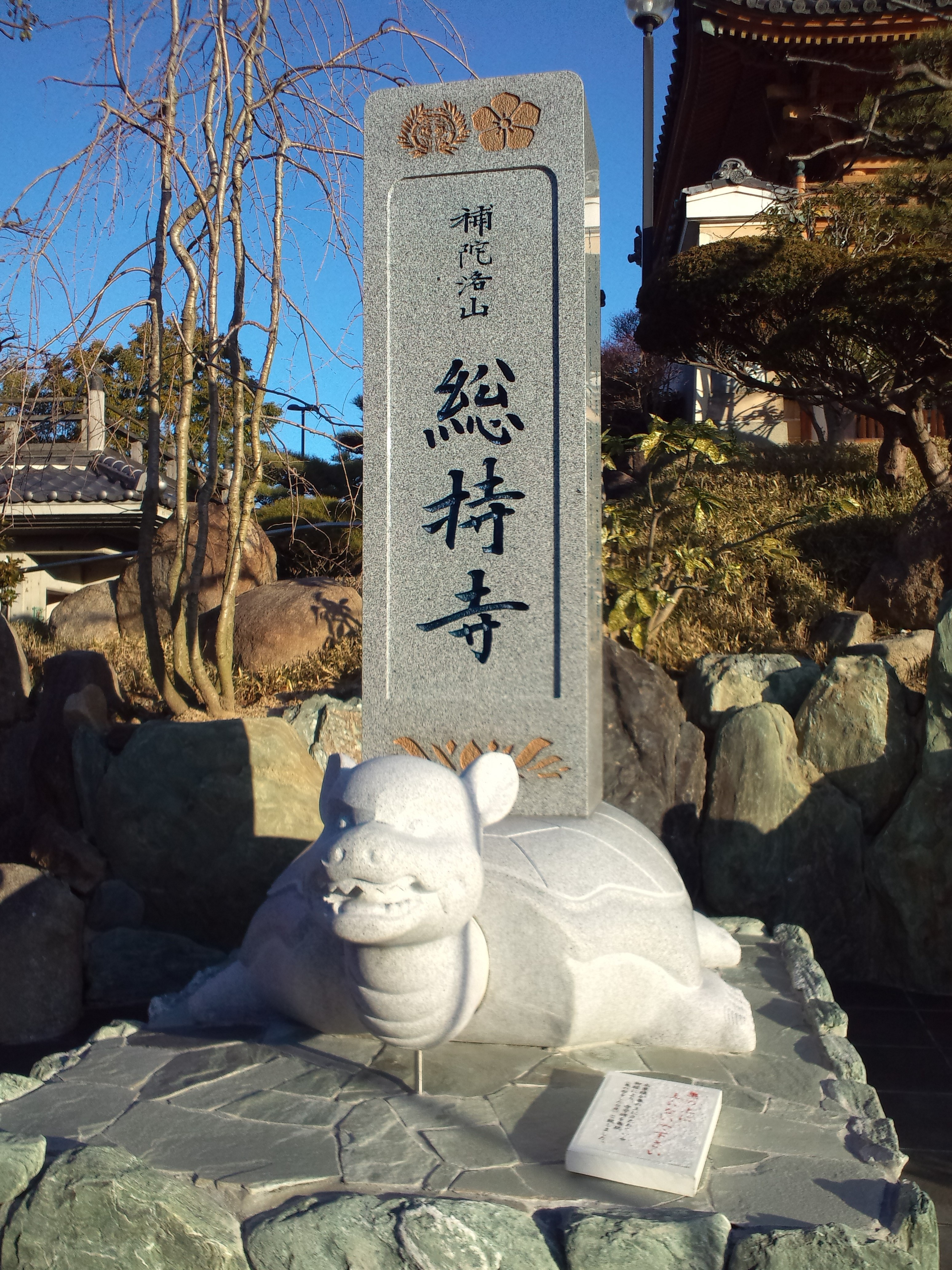
Statue de tortue au Sōji-ji.

Lors du festival annuel du temple, le 18 avril, une carpe est cérémonieusement découpée par un grand chef d'Osaka, à l'aide de baguettes et d'un couteau, sans qu'il ne touche le poisson de ses doigts.
Le temple possède également un autel où l'on peut venir déposer ses couteaux usagés et prier pour devenir meilleur cuisinier.